# 川勝広綱
川勝 広綱（かわかつ ひろつな）は、安土桃山時代から江戸時代前期にかけての武将、旗本。秀氏流川勝家（本家）の2代当主。

## 生涯
天正7年（1579年）、川勝秀氏の嫡男として丹波に生まれた。豊臣秀吉の馬廻で、丹波国多紀郡内に200石、ついで近江国甲賀郡内に340石余を加増され、従五位下、信濃守に叙任された。後に近江国甲賀郡内の領地を、丹波国船井郡内に移された。慶長5年（1600年）の関ヶ原の戦いでは、父秀氏とともに西軍に与して細川幽斎が拠る丹後田辺城攻撃（田辺城の戦い）に参加した。しかし、秀氏父子は徳川家康に赦され、改易を免れた（広綱は丹波国多紀郡・船井郡内から丹波国船井郡内に転封）。慶長6年（1601年）、室町時代以来の丹波の旧族、細川三斎の推挙により召し出されて、父秀氏は旗本家を興した。
慶長11年（1606年）駿府城普請の命を受け、同年6月20日、勤めの褒賞として御書を給わった。慶長12年（1607年）7月、父秀氏の死去により、その家督（丹波内3,570石余）を継いだ。元和3年（1617年）京都知恩院普請の奉行を務めた。寛永8年（1631年）使番となり、寛永10年（1633年）正月13日、命を受けて五畿内を巡見した。寛永11年（1634年）、将軍徳川家光の上洛に供奉し、寛永14年（1637年）9月12日、目付として豊後国府内に赴いた。後にまた命を受け、たびたび府内に出かけた。寛永16年（1639年）10月15日、大和国高取に赴き、目付の仕事を務めた。寛永17年（1640年）高取城を植村家政に与えるため、現地で城引渡しの役を務めた。寛永19年（1642年）4月、将軍家光の日光社参に供奉した。寛永20年（1643年）11月朔日、池田光仲の領地である因幡国鳥取に出かけ、政務の監視をした。正保2年（1645年）松平忠昌が死去したため、同年8月16日に命を受けて越前国福井に出かけた。慶安2年（1649年）永井直清に摂津国高槻城を与えるため、同年8月2日、命を受けて城引渡しの役を務めた。慶安3年（1650年）閏10月17日、細川六丸（後の綱利）が幼いため、その領地肥後国熊本に出かけ、政務を監視した。後に職を辞し、寄合に列した。
寛文元年（1661年）9月12日、83歳で死去した。家督は広尚の嫡男の川勝広有が継いだ。また、二男の広氏は新たに旗本家を興した。